# Дом Советов (Саранск)
Дом Советов — административное здание в Саранске, в котором размещается Государственное Собрание Республики Мордовия. Расположено по адресу: Советская улица, 26. Здание играет важную роль в формировании главной площади города.

## История
Дом Советов был построен в 1938—1940 годах по проекту И. А. Меерзона. Первоначально в нём размещались обком ВКП(б), Президиум Верховного Совета Мордовской АССР и Совет народных комиссаров. В 1950-е годы интерьеры были реконструированы по проекту архитектора С. О. Левкова и скульптора М. И. Нефедова, внешний вид здания при этом практически не изменился. В настоящее время здесь располагается Государственное Собрание Республики Мордовия.
В 2023 году кровлю здания отремонтируют за 27,8 млн рублей.

## Архитектура
Дом Советов оформлен в стиле советского монументального классицизма.